# 曾達 (堪薩斯州)
曾達（英語：Zenda）是一個位於美國堪薩斯州金曼縣的城市。

## 地方資料
根據2020年美國人口普查的數據，曾達的面積為0.58平方千米，當中陸地面積為0.58平方千米，而水域面積為0.00平方千米。當地共有人口72人，而人口密度為每平方千米124.14人。